# Baltzar Jennes
Karl Baltzar Jennes, född 30 november 1892 i Misterhults församling, död 7 augusti 1962 i Sankt Laurentii församling, var en svensk präst.

## Biografi
Baltzar Jennes föddes 1892 i Misterhults församling. Han var son till trävaruhandlaren Johan Efraim Jennes och Maria Charlotta Hasselgren. Jennes studerade i Oskarshamn och Linköping. Han blev höstterminen 1913 student vid Uppsala universitet och prästvigdes 3 juni 1918. Jenns blev 23 april 1921 komminister i Rumskulla församling, tillträdde 1 maj 1921 och blev 3 januari 1931 kyrkoherde i Ringarums församling, tillträdde 1 maj 1932. Han blev 1949 kontraktsprost i Hammarkinds kontrakt.

## Galleri

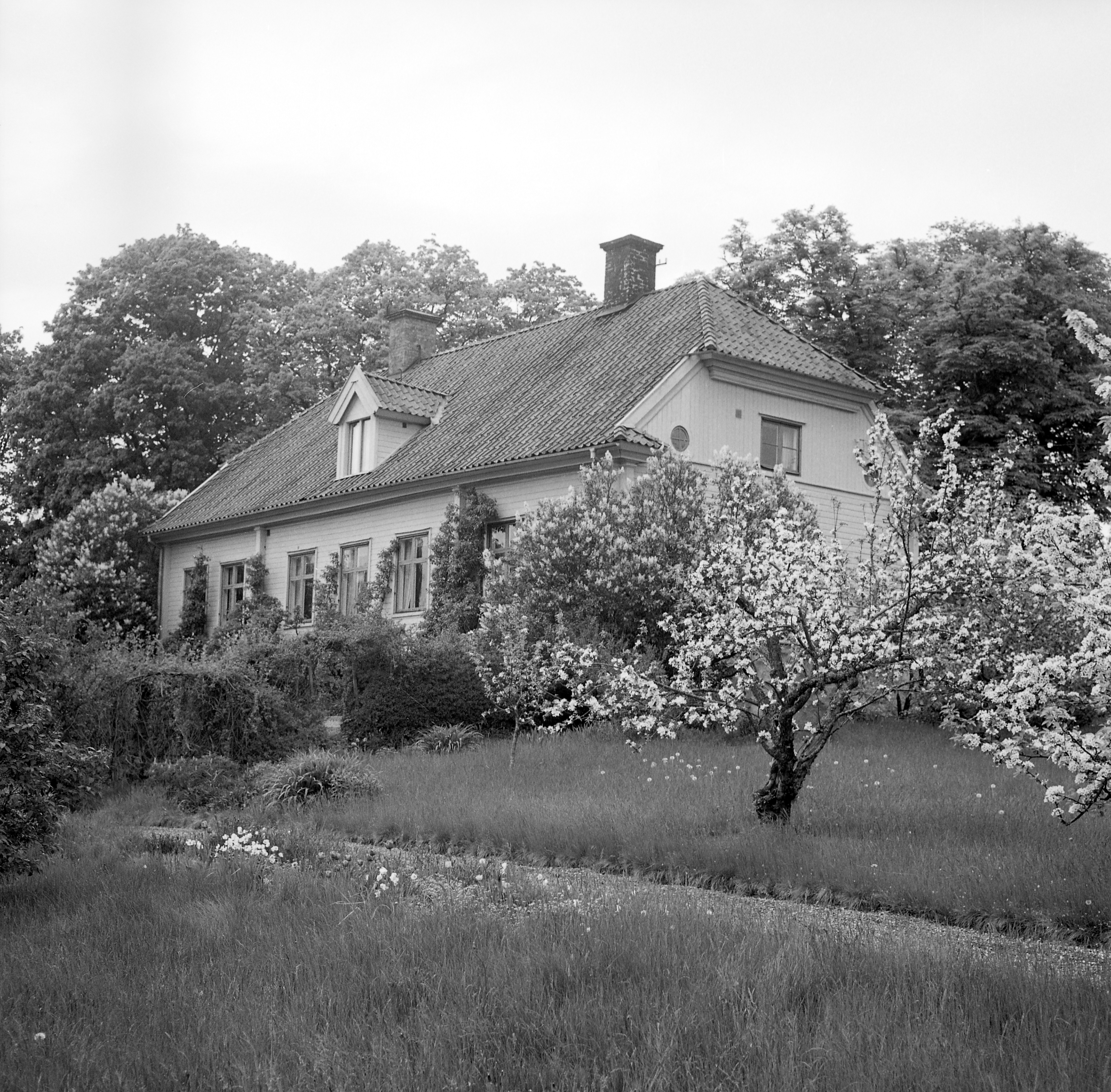
Prästgården i Ringarum, Jennes bostad